# Wikipedia in ceco
La Wikipedia in ceco è l'edizione in lingua ceca di Wikipedia, chiamata in ceco Česká Wikipedie.

## Storia
È stata creata nel novembre del 2002 su richiesta di un contributore ceco, espressa nella Wikipedia in esperanto. I primi articoli dell'enciclopedia sono stati persi nel passaggio al software MediaWiki, perciò la prima traccia rimasta risale al 14 novembre 2002, con la Pagina Principale dell'enciclopedia. L'attuale pagina principale è il risultato della rielaborazione grafica effettuata dopo il raggiungimento della soglia delle 20.000 voci.

## Statistiche
La Wikipedia in ceco ha 565 257 voci, 1 580 316 pagine, 692 047 utenti registrati di cui 2 487 attivi, 33 amministratori e una "profondità" (depth) di 50 (al 21 marzo 2025).
È la 28ª Wikipedia per numero di voci e, come "profondità", è la 28ª fra quelle con più di 100.000 voci (al 14 ottobre 2024).

## Cronologia
- 20 ottobre 2003 — supera le 1000 voci
- 24 maggio 2005 — supera le 10.000 voci
- 18 novembre 2006 — supera le 50.000 voci
- 19 giugno 2008 — supera le 100.000 voci ed è la 21ª Wikipedia per numero di voci
- 17 febbraio 2010 — supera le 150.000 voci ed è la 18ª Wikipedia per numero di voci
- 6 luglio 2011 — supera le 200.000 voci ed è la 18ª Wikipedia per numero di voci
- 24 luglio 2014 — supera le 300.000 voci ed è la 22ª Wikipedia per numero di voci
- 10 febbraio 2018 — supera le 400.000 voci ed è la 27ª Wikipedia per numero di voci
- 16 marzo 2022 — supera le 500.000 voci ed è la 27ª Wikipedia per numero di voci